# Corona graminea
Corona graminea (łac. korona trawiasta), corona obsidionalis – w starożytnym Rzymie najprostsze zaszczytne odznaczenie obywatela rzymskiego w postaci wieńca splecionego z trawy. 
Nagrodę otrzymywał ten, kto uratował Rzeczpospolitą lub jej obywatela, a także ocalił wojsko rzymskie z oblężenia. Dowódca, który tego dokonał, dostępował zaszczytu wręczenia tej nagrody nie przez przedstawicieli senatu lub innej władzy, lecz z rąk ocalałych żołnierzy. Koronę zwykle wykonywano z trawy pochodzącej z miejsca, gdzie przebywało uratowane wojsko. Pliniusz wymienia jedynie ośmiu wodzów obdarzonych tą nagrodą w ciągu I wieku n.e.
Trawę używano również do nadawania godności posła narodu rzymskiego, który reprezentował majestat państwa i wypowiadał wojnę lub zawierał pokój. Kapłani i ich naczelnik (pater patratus) wieńczyli skronie trawą, gdy zawierali przymierza. Do tego celu służyła trawa zerwana na Kapitolu, zwana verbena. Trawiastą darninę wręczały też zwycięzcy pokonane wojska – symboliczna formuła „daję trawę” pierwotnie oznaczała: „uznaję siebie za pokonanego”.